# Mariam Kareem
Mariam Kareem (* 25. Januar 2008) ist eine Leichtathletin aus den Vereinigten Arabischen Emiraten, die sich auf den Sprint spezialisiert hat.

## Sportliche Laufbahn
Erste internationale Erfahrungen sammelte Mariam Kareem im Jahr 2024, als sie bei den U20-Asienmeisterschaften in Dubai in 59,33 s den vierten Platz im 400-Meter-Hürdenlauf belegte. Anschließend siegte sie in 54,69 s über 400 Meter bei den Arabischen U20-Meisterschaften in Ismailia. Im August nahm sie dank einer Wildcard an den Olympischen Sommerspielen in Paris teil und schied dort im 100-Meter-Lauf mit 13,26 s in der Vorausscheidungsrunde aus. Daraufhin siegte sie bei den Arabischen U18-Meisterschaften in Ta'if in 24,30 s im 200-Meter-Lauf sowie in 55,09 s auch über 400 Meter. Im Jahr darauf siegte sie in 23,99 s über 200 Meter bei den U18-Asienmeisterschaften in al-Qatif und sicherte sich dort auch über 400 m Hürden in 59,55 s die Goldmedaille und stellte damit einen neuen Meisterschaftsrekord auf. Ende Mai belegte sie bei den Asienmeisterschaften in Gumi in 58,35 s den achten Platz im 400-Meter-Hürdenlauf und belegte mit der Mixed-Staffel über 4-mal 400 Meter in 3:25,73 min den sechsten Platz.

## Persönliche Bestzeiten
- 100 Meter: 13,26 s (0,0 m/s), 2. August 2024 in Paris
- 200 Meter: 23,99 s (+1,4 m/s), 18. April 2025 in al-Qatif
- 400 Meter: 53,47 s, 9. Mai 2025 in Dubai (U18-Landesrekord)
- 400 m Hürden: 57,66 s, 30. Mai 2025 in Gumi (Landesrekord)